# Burksiella mexicana
Burksiella mexicana is een vliesvleugelig insect uit de familie Trichogrammatidae. De wetenschappelijke naam is voor het eerst geldig gepubliceerd in 2011 door Ávila-Rodríguez & Myartseva.